# Low Estate
Low Estate è il secondo album del gruppo alternative country dei 16 Horsepower, pubblicato nel 1997 per l'etichetta A&M.
L'album è stato prodotto da John Parish, e rappresenta un'evoluzione verso trame più gotiche e cupe rispetto all'album d'esordio.

## Tracce
I brani sono stati scritti da David Eugene Edwards con i 16 Horsepower tranne dove indicato
1. Brimstone Rock  – 4:29
2. My Narrow Mind – 2:59
3. Low Estate  – 4:10
4. For Heaven's Sake  – 4:54
5. Sac of Religion (Edwards/Norlander/16 Horsepower) – 3:28
6. The Denver Grab (Edwards/Norlander/16 Horsepower) – 5:03
7. Ditch Digger – 3:22
8. Pure Clob Road  – 3:43
9. Phyllis Ruth – 4:36
10. Black Lung – 2:26
11. Dead Run  – 3:20
12. Golden Rope – 4:15
13. Hang My Teeth on Your Door (Norlander/16 Horsepower) – 2:36

### Edizione europea
In Europa è stata pubblicata una edizione con una lista tracce diversa:
1. Brimstone Rock  – 4:29
2. My Narrow Mind – 2:59
3. Low Estate  – 4:10
4. For Heaven's Sake  – 4:54
5. Sac of Religion (Edwards/Norlander/16 Horsepower) – 3:28
6. The Denver Grab (Edwards/Norlander/16 Horsepower) – 5:03
7. Coal Black Horses - 3:56 (riregistrazione del brano presente sull'EP d'esordio)
8. Pure Clob Road  – 3:43
9. Phyllis Ruth – 4:36
10. Black Lung – 2:26
11. Fire Spirit - 2:56 (cover del brano omonimo dei Gun Club)
12. Golden Rope – 4:15
13. Hang My Teeth on Your Door (Norlander/16 Horsepower) – 2:36
14. Ditch Digger – 3:22
15. The Partisan - 4:12 con la partecipazione di Bertrand Cantat (brano composto nel 1943 dalla coppia Anna Marly e Emmanuel d'Astier de la Vigerie e già interpretata da numerosi artisti come Leonard Cohen, Joan Baez)

## Formazione
- David Eugene Edwards - voce, chitarra, banjo, bandoneon, lap steel guitar
- Jeffrey-Paul Norlander - violino, violoncello, organo
- Jean-Yves Tola - batteria, cori
- Pascal Humbert  - basso

## Musicisti
- John Parish - chitarra, xilofono, percussioni
- Steve Taylor - chitarra